# Periboeum maculatum
Periboeum maculatum là một loài bọ cánh cứng trong họ Cerambycidae.